# Самарчик
Самарчик (крим. Samarçıq) — річка в Україні, на Кримському півострові (басейн Чорного моря).

## Опис
Довжина річки приблизно 13 км, найкоротша відстань між витоком і гирлом — 9,79 км, коефіцієнт звивистості річки — 1,33 . Площа басейну водозбору км². Річка практично повністю каналізована.

## Розташування
Бере початок у селі Городнє. Тече переважно на північний захід через Федорівку, Руч'Ї і між селами Кумове та Курганне впадає у Чорне море (Каркіницька затока).
Населені пункти вздовж берегової смуги: Комишне.

## Цікавий факт
- Між селами Руч'ї та Комишне річку перетинає автошлях Т 0107 (автомобільний шлях регіонального значення на території України, Чорноморське — Роздольне — Воїнка.